# Slemmern
Slemmern är en vik på Åland som skiljer Mariehamn och Jomala. Österhamn i Mariehamn ligger vid Slemmern. Slemmern gränsar i söder till Järsöfjärden och är i öster förbunden med Önningebyfjärden och Lumparn genom Lemströms kanal.
Längs Slemmerns strand i Mariehamn finns bland annat camping- och badplatsen Gröna udden, Lilla holmen, Österhamn, Sjökvarteret och Nabben med grönområden och småbåtshamn.

## Bilder

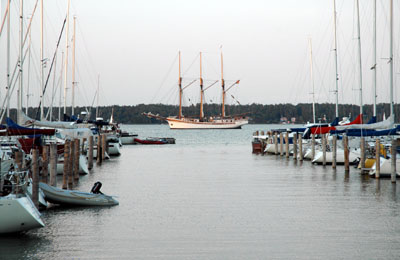
Slemmern sedd från Österhamnn
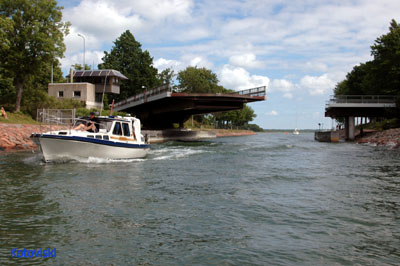
Lemströms kanal sedd från Slemmern